# Phần lồi địa hình

Các mũi tên đứng thể hiện phần lồi địa hình của ba đỉnh trên một hòn đảo. Các đường nét đứt nằm ngang thể hiện các đường đồng mức thấp nhất không bao quanh đỉnh núi cao hơn. Những mũi tên cong chỉ ra từ một đỉnh cao đến núi mẹ của nó.

Trong bản đồ địa hình, phần lồi địa hình đặc trưng bởi độ chênh cao của đỉnh núi hoặc đồi, so với đường đồng mức thấp nhất bao quanh nó nhưng không có đỉnh cao hơn trong đó. Đó là một thước đo về sự độc lập của một đỉnh núi .